# Planchez
Planchez település Franciaországban, Nièvre megyében. Lakosainak száma 308 fő (2022. január 1.). Planchez Montsauche-les-Settons, Anost, Chaumard, Corancy, Gien-sur-Cure, Lavault-de-Frétoy, Moux-en-Morvan és Ouroux-en-Morvan községekkel határos.

## Népesség
A település népességének változása:
| Lakosok száma | 323  | 305  | 304  | 301  | 301  | 301  | 304  | 305  | 308  |
|               | 2013 | 2015 | 2016 | 2017 | 2018 | 2019 | 2020 | 2021 | 2022 |